# 神奇谷 (加利福尼亞州)
神奇谷（英語：Wonder Valley）是位於美國加利福尼亞州聖貝納迪諾縣的一個非建制地區。該地的面積和人口皆未知。

## 地理
神奇谷的座標為34°09′04″N 115°55′53″W / 34.15111°N 115.93139°W，而該地的平均海拔高度為457米（即1500英尺）。